# A Hat in Time
A Hat in Time es un juego de plataforma desarrollado por Gears for Breakfast y publicado por Humble Bundle para Windows de Microsoft y macOS en octubre de 2017, y diciembre del mismo año para PlayStation 4 y Xbox One. Una versión para Nintendo Switch fue anunciada el 20 de agosto de 2018. El juego fue hecho utilizando Unreal Engine 3 y financiado a través de una campaña de Kickstarter, la cual logró el doble de su meta de recaudo en sus primeros dos días.  Está basado en juegos de plataformas hechos para el Nintendo 64 y GameCube como Super Mario 64, Banjo-Kazooie y Super Mario Sunshine.

## Trama
A Hat in Time sigue las aventuras de Hat Kid (niña del sombrero), una chica joven intentando regresar a su mundo natal con su nave espacial. Durante su viaje,  pasando junto a un planeta misterioso, un miembro de la mafia del planeta viene para recoger 'impuesto de barca voladora' para el gobierno de Ciudad de la Mafia. El hombre de la Mafia abre la puerta de la nave a la fuerza y sin intención esparce todas las "Piezas de Tiempo" que la nave carga a través del planeta, estas son relojes de arena que dan poder a la nave y puede manipular el tiempo. Con el fin de dar poder a su nave y evitar daños a la línea del tiempo, Hat Kid se dirige a la superficie del planeta para recuperar todas sus Piezas de Tiempo mientras también lidia con una nueva enemiga: Mustache Girl (Niña de bigote), quién quiere utilizar las Piezas de Tiempo para hacer desaparecer a sus enemigos.

## Jugabilidad
Su estilo de jugabilidad ha sido descrito por varios editores como muy similar a juegos plataformeros de la era de Nintendo 64 como Super Mario 64 y Banjo-Kazooie. Los jugadores viajan entre cuatro niveles abiertos, los cuales pueden ser libremente explorados sin tiempo límite. Los jugadores recogen varios elementos, solucionan rompecabezas, y utilizan un paraguas para combatir enemigos. Después de ser vencidos, los enemigos sueltan "Pons", moneda que puede ser usada para desbloquear habilidades y retos adicionales. Las acciones iniciales tomadas más tempranos en el juego tiene un efecto en niveles más tardíos, cuando el personaje principal regresa a cada área antes de finalizar el juego.

## Desarrollo
La idea inicial para A Hat in Time comenzó con el desarrollador Jonas Kaerlev, quién lanzó el proyecto como una respuesta a su sentimiento de una escasez actual de videojuegos de plataformas 3D, específicamente desarrollados por Nintendo. En una entrevista con Polygon, Kærlev reveló que él y Gears for Breakfast inicialmente no esperaron tener un Kickstarter tan exitoso como finalmente consiguieron. Kærlev concluyó que  habría poca demanda para el juego debido al efecto de Donkey Kong 64 en el género, el cual  percibía como abrumando para el jugador. El desarrollo del juego empezó en agosto de 2012 y estuvo planeado para un Q2 2013 pero sufrió de varios retrasos. En el inicio de desarrollo, Kaerlev era el desarrollador único del juego pero con el tiempo el equipo creció dentro de Gears for Breakfast, un equipo que abarca cuatro países y es enteramente voluntario. A través de la campaña de  Kickstarter el juego superó el objetivo inicial de $30,000 con un total final de $296,360. En julio de 2013,  esté anunciado que el juego había sido aprobado para su lanzamiento vía Steam. Varios compositores invitados contribuyeron a la banda sonora del juego, incluyendo a Grant Kirkhope.

## Cameos
- Tunche: En este videojuego, Hat Kid aparece como un personaje jugable.

## Recepción
A Hat in Time recibió "críticas generalmente favorables", de acuerdo a Metacritic. Chris Carter de Destructoid dio el juego un 8.5 de 10 llamándolo un "esfuerzo Impresionante con unos cuantos problemas notables que lo detienen". PC Gamer  Dominic Tarason valoró el juego 86/100 diciendo, "a parte de algunos detalles, A Hat in Time es un tributo creativo y brillante a un género que no consigue suficiente amor en PC".

### Ventas
Dos semanas después de su lanzamiento, A Hat in Time había vendido 50.000 copias. Para mediados de 2018 el juego había alcanzado el medio millón de copias vendidas.